# Vereinigung der Unternehmensverbände in Hamburg und Schleswig-Holstein

Das Logo der UV Nord

Die Vereinigung der Unternehmensverbände in Hamburg und Schleswig-Holstein e. V. (UVNord) ist der Wirtschafts- und sozialpolitische Spitzenverband der norddeutschen Wirtschaft. Die Organisation vertritt branchenübergreifend die Belange der Wirtschaft in Schleswig-Holstein und Hamburg gegenüber Politik und Gesellschaft und als Sozialpartner die Arbeitgeberseite bei Verhandlungen mit Spitzenorganisationen der Gewerkschaften.
Die Organisation  ist Mitglied in der Bundesvereinigung der Deutschen Arbeitgeberverbände (BDA) sowie Schleswig-Holsteinische Landesvertretung des Bundesverbandes der Deutschen Industrie (BDI).
Bei UVNord sind 107 Wirtschafts- und Arbeitgeberverbände in Hamburg und Schleswig-Holstein organisiert. Neben überfachlichen Regionalverbänden gehören der Vereinigung Verbände aus den Wirtschaftsbereichen Industrie, Handel, Banken, Dienstleistungen und Handwerk an. Damit werden die Interessen von mehr als 66.000 Unternehmen mit rund 1,75 Millionen Beschäftigten vertreten.
Sitz des Vereins ist in Hamburg, Geschäftsstellen gibt es in Hamburg und im Schleswig-Holsteinischen Rendsburg. 
Entstanden ist die Landesvereinigung für Hamburg und Schleswig-Holstein am 1. Januar 2000 aus der Fusion der Unternehmensverbände in Hamburg und Schleswig-Holstein.
Amtierender Präsident ist der Unternehmer Philipp Murmann.
Sein Vorgänger von 2009 bis 06/2021 war Verleger Uli Wachholtz, der zum Ehrenpräsident ernannt wurde.
Gründungspräsident war der Unternehmer Hans Heinrich Driftmann aus Elmshorn, der das Amt bis 2009 ausübte.